# Phokas-Säule

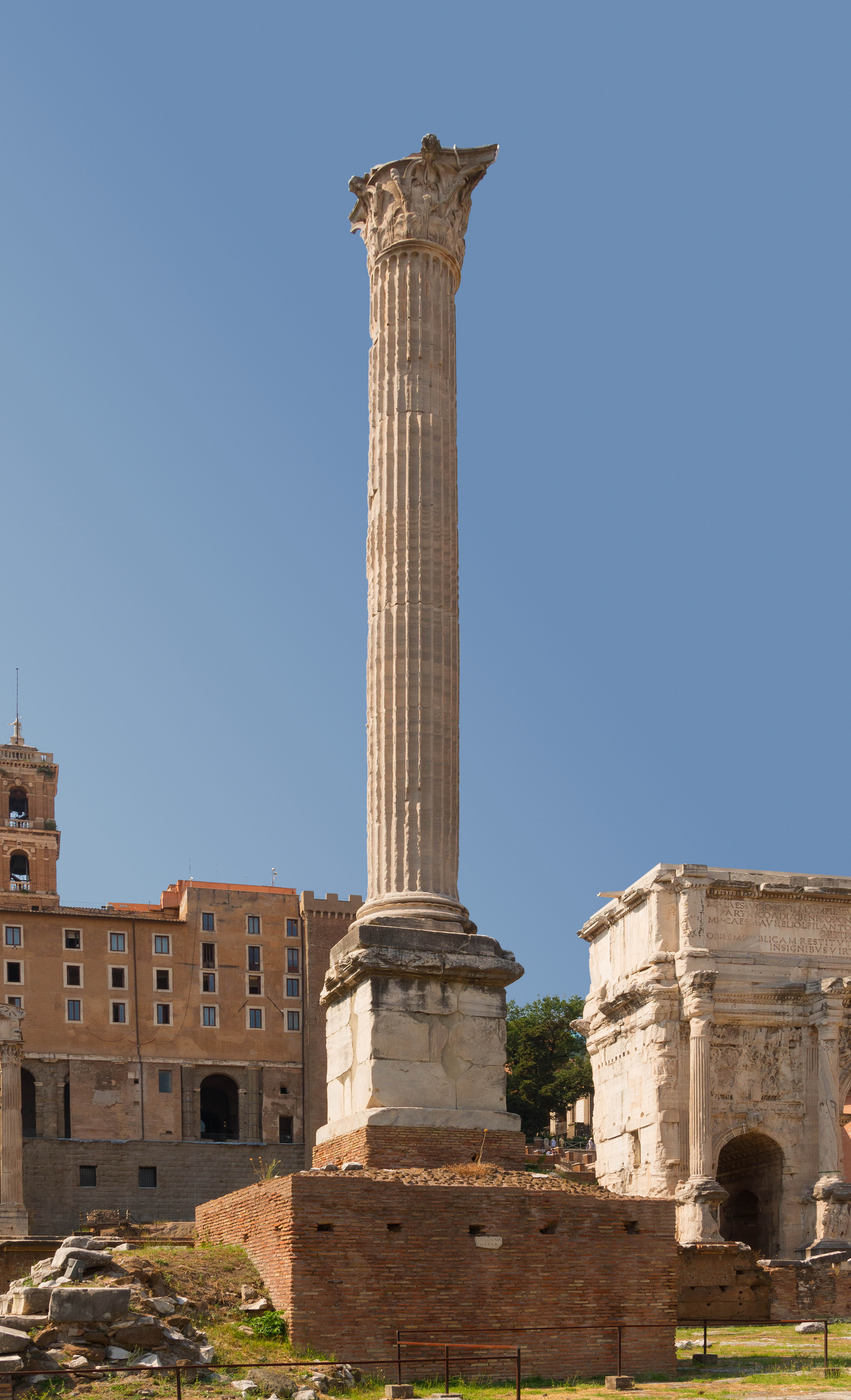
Die Phokas-Säule auf dem Forum Romanum; im Hintergrund: Tabularium (links) und Septimius-Severus-Bogen (rechts).

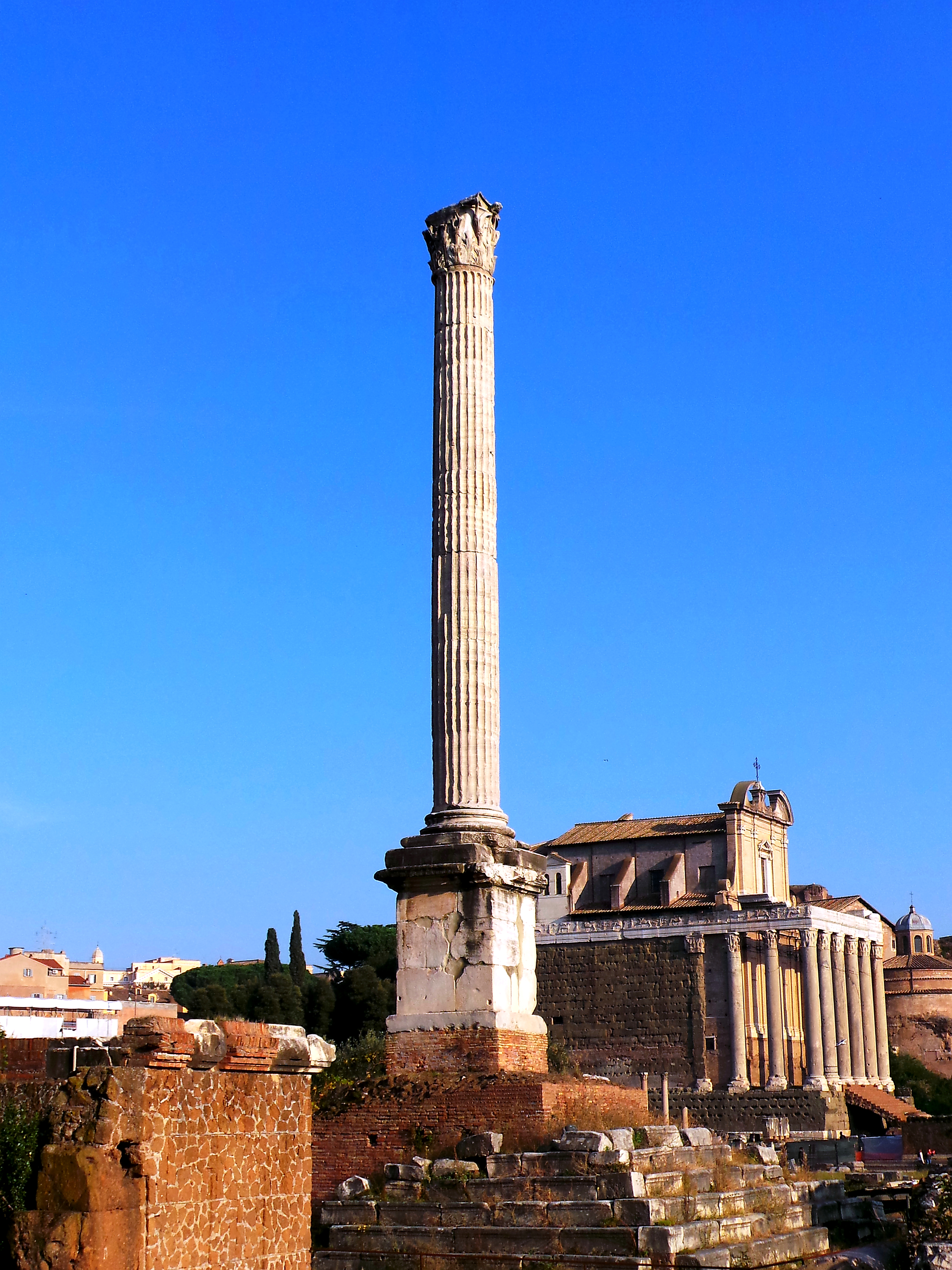
Die Phokas-Säule vor den Rostra; im Hintergrund der Tempel des Antoninus Pius und der Faustina.

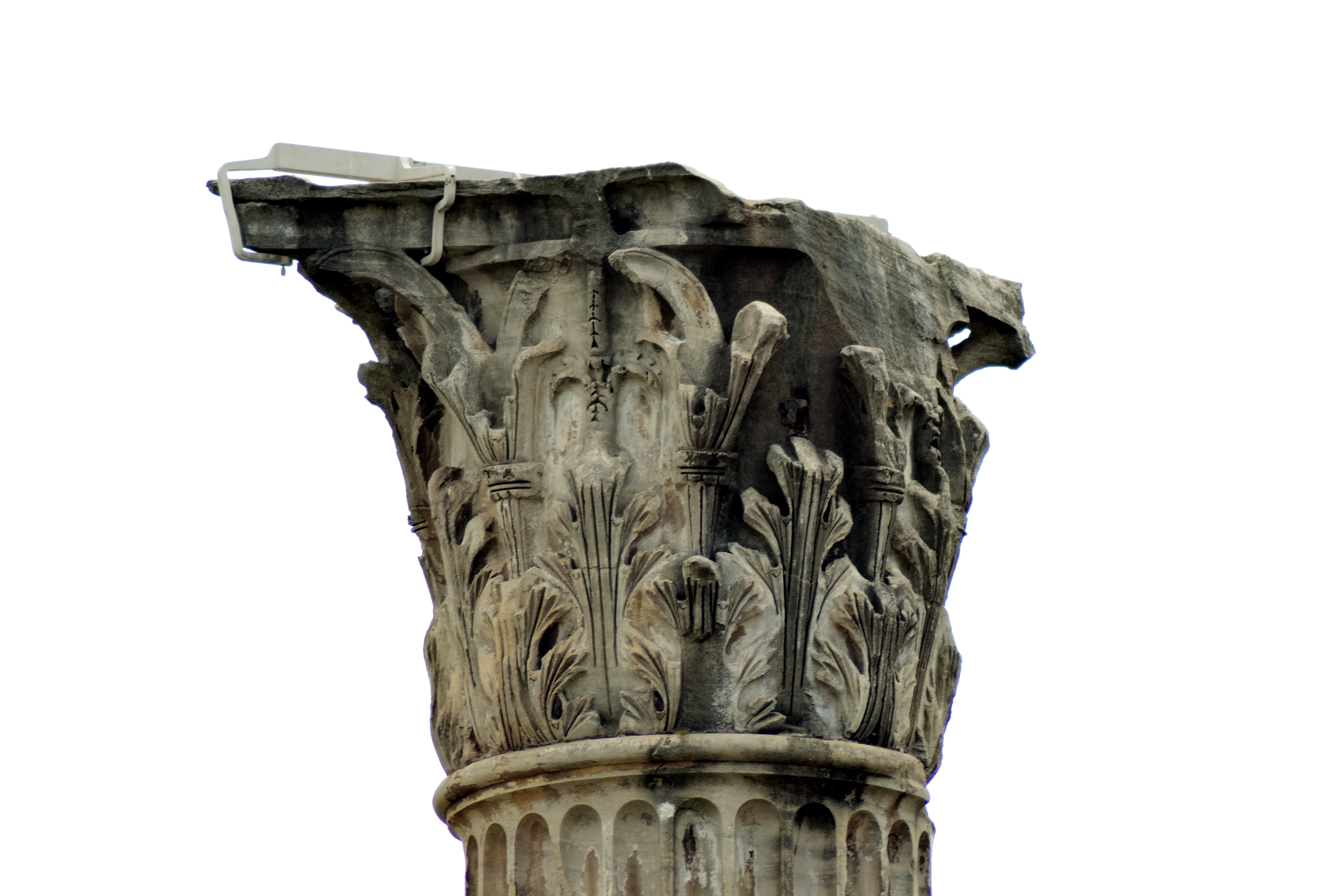
Das Kapitell der Phokas-Säule

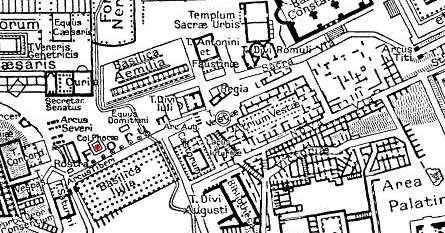
Forum Romanum, Rot: Phokas-Säule

Die Phokas-Säule (italienisch: Colonna di Foca) ist eine spätrömische Ehrensäule auf dem Forum Romanum in Rom und wurde auf Geheiß des Exarchen von Ravenna, Smaragdus, im Jahr 608 zu Ehren des Kaisers Phokas errichtet. Die Säule gilt als das letzte öffentliche Bauwerk, das während der Antike auf dem römischen Forum errichtet wurde. Sie war ursprünglich von einer vergoldeten Statue des Kaisers gekrönt. Die korinthische Säule aus Carrara-Marmor ist 13,60 m hoch und stammt vermutlich ursprünglich von einem Gebäude aus dem 3. Jahrhundert. Nahebei finden sich die Reste von sieben weiteren Säulensockeln entlang der Via Sacra.
Bei den Ausgrabungen 1813 kam am Fuß des Sockels eine Inschrift ans Licht:

„Optimo clementiss[imo piissi]moque / principi domino n(ostro) / F[ocae imperat]ori / perpetuo a d(e)o coronato, [t]riumphatori / semper Augusto / Smaragdus ex praepos(ito) sacri palatii / ac patricius et exarchus Italiae / devotus eius clementiae / pro innumerabilibus pietatis eius beneficiis et pro quiete / procurata Ital(iae) ac conservata libertate / hanc sta[tuam maiesta]tis eius / auri splend[ore fulge]ntem huic / sublimi colu[m]na[e ad] perennem / ipsius gloriam imposuit ac dedicavit / die prima mensis Augusti, indict(ione) und(icesima) / p(ost) c(onsulatum) pietatis eius anno quinto“

Deutsche Übersetzung:
„Dem besten, mildesten und frommsten princeps, unserem Herren Phokas, dem ständigen, von Gott gekrönten Kaiser, dem Triumphator und immerwährenden Augustus hat Smaragdus, ehemaliger praepositus des Heiligen Palastes, Patricius und Exarch von Italien, ergeben Seiner Milde, als Dank für die unzähligen Wohltaten Seiner Frömmigkeit und für die Ruhe und Freiheit, die Italien erhalten wurden, diese Statue Seiner Majestät, blitzend vom Glanz des Goldes, hier auf die höchste Säule gestellt zu Seinem ewigen Ruhm und sie Ihm geweiht am ersten Tag des Monats August, in der elften Indiktion im fünften Jahr nach dem Consulat Seiner Frömmigkeit.“
Als die Phokas-Säule errichtet wurde, war vom alten Glanz des Forums und der Ewigen Stadt nicht mehr viel übrig; den entscheidenden Schlag hatte der Gotenkrieg des Kaisers Justinian bedeutet, der Rom und Italien um 550 verwüstet und die spätantiken Strukturen weitgehend zerstört hatte. Dennoch illustriert die Errichtung dieser Säule, dass Rom für die oströmischen Kaiser auch im 7. Jahrhundert noch erhebliche ideologische Bedeutung hatte – so spielte noch Kaiser Konstans II. um 662 mit dem Plan, seine Residenz in die Stadt zu verlegen. Und auch das Forum, der antike Mittelpunkt der Stadt, war zu diesem Zeitpunkt offensichtlich noch in Benutzung und galt als geeigneter Ort, ein derart wichtiges Monument zu errichten. Erst in den folgenden Jahrzehnten verlor es seine Bedeutung vollends und diente schließlich als Weide (zeitweilig als Campo Vaccino („Kuhweide“) betitelt).